# Tandberg RDX
RDX（アールディーエックス、英語: Removable Disk Exchange System）は、米国コロラド州ボルダーにあるProStor Systems Inc.が開発した2.5インチHDD/SSDを強固で取扱いやすいポケットサイズのカートリッジに収めたものをデータカートリッジとし、専用のRDXドライブに挿入して補助記憶装置として使用する技術である。

## 概要
持ち運び可能なHDDカートリッジは、1メートルの高さからの落下にも耐えられるように、ショックプルーフ構造により、HDD/SSDが保護されている。また、静電気を帯びていてもドライブに挿入する際に、静電気をうまく逃がす構造になっている。データカートリッジには、HDD/SSD が 1 台搭載されており、それぞれ容量は 160GB / 320GB / 500GB / 640GB /1TB /1.5TB (HDD)、64GB / 128GB / 256GB / 512GB (SSD) となっている。テープ装置に比べて可動部分が少ないため、故障が少ない。
おもに、データのバックアップ、データ交換、アーカイブなどに用いられる。
2011年5月にタンベルグデータ社がパテントを含む、RDXビジネスをProStor Systems Inc.から買収したことを発表した。

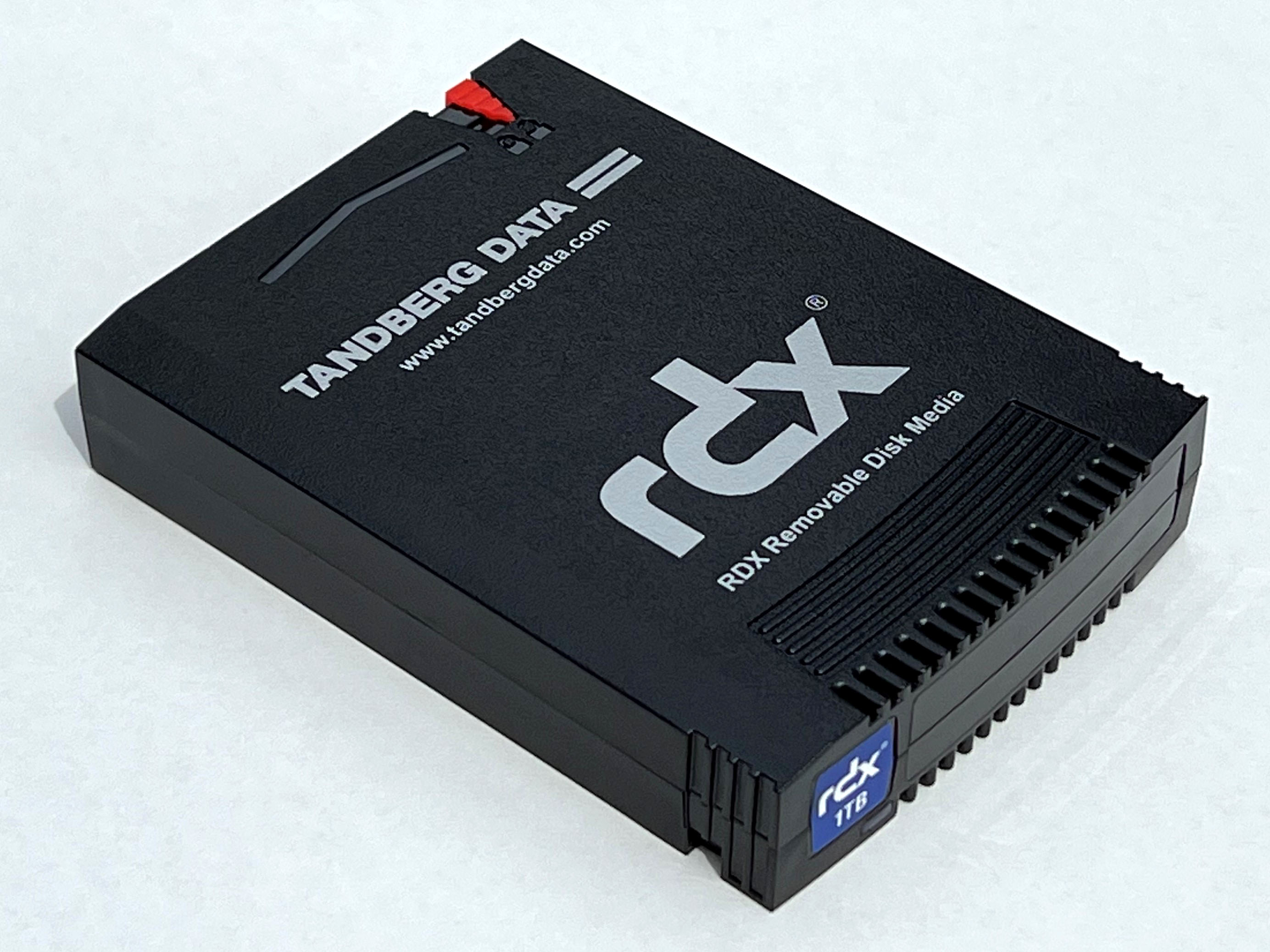
RDX カートリッジ
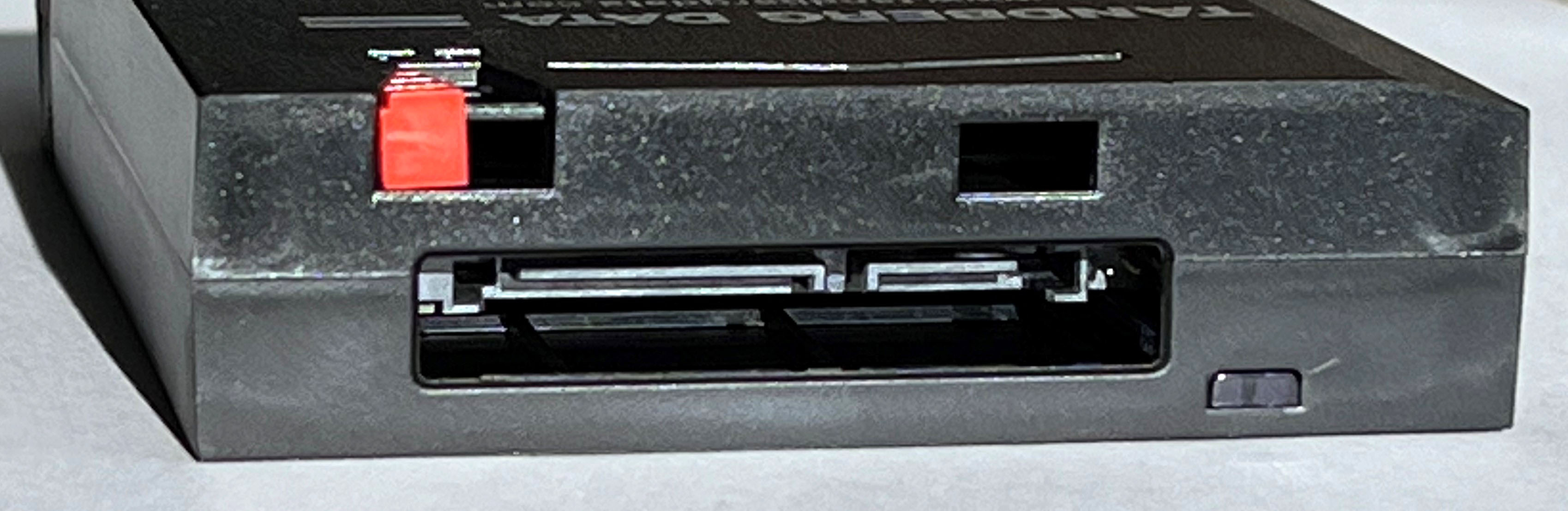
SATA インターフェース
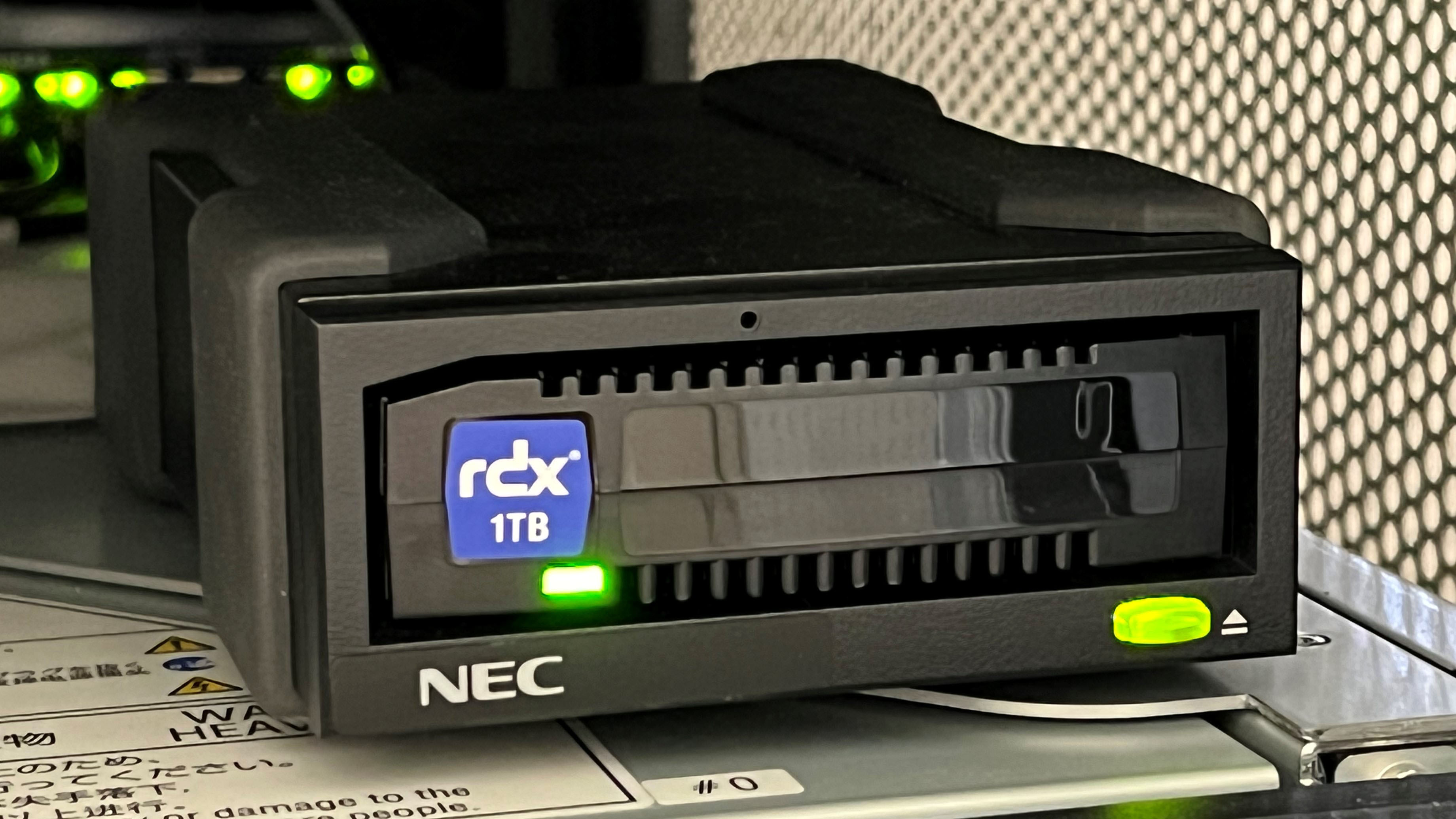
RDX ドライブ

## 接続インターフェイス
コンピュータとの接続は、SATA、USB2.0およびUSB3.0で接続可能

## タンベルグデータRDX QuikStor
タンベルグデータは2006年にProStor社から製造と販売のライセンスを受け、自社ブランドで販売している。Tandberg RDXの技術は、イメーション、NEC、東芝、日立、ヒューレット・パッカード、富士通が採用している。タンベルグデータはRDXのオートメーションである「QuikStation」やRDXを使用したNAS装置の「AccuVault」などを販売している。また、イメーションでもタンベルグデータと同様にRDXメディアおよびRDXドッキングステーションを製造し自社ブランド販売およびOEM販売する他、8本のRDXメディアを搭載可能なオートローダー「A8」や、バックアップ用にRDXスロットを装備した大容量NAS「Data Appliance」などの製造・販売をしている。